# Kirche von Kangasniemi
Die Kangasniemi-Kirche (finnisch Kangasniemen kirkko) ist das zentral gelegene Kirchengebäude der finnischen Gemeinde von Kangasniemi. Die Holzkirche mit dem Grundriss eines gestuften griechischen Kreuzes hat eine Länge von etwa 47 Metern und die innere Höhe beträgt etwa 15 Meter. Sie hat 1500 Sitzplätze.
Das Gebäude ist der dritte Kirchenbau der Gemeinde. Der Kirchenbauer Matti Salonen, Sohn der Baumeisterin Juhana Salonen aus Savitaipel, begann 1811 mit dem Bau der Kirche und des Glockenturms. Der Turm konnte 1812 und die Kirche 1814 fertiggestellt werden. Die Einweihung erfolgte am Neujahrstag 1815. Die Innengestaltung erfolgte von Matts Aulin.
Bisher wurde das Gebäude dreimal renoviert. Die erste Renovierung fand 1890 statt, 1935 erhielt die Kirche eine Zentralheizung und elektrisches Licht. 1972 musste das Dach erneuert werden. Gleichzeitig wurden der Boden und die Bänke ersetzt sowie eine elektrische Heizung eingebaut. Die Kirche erhielt innen und außen einen neuen Anstrich. 2007 wurde das Außenbild erneuert.
Das 1851 vom Maler Berndt Godenhjelm erstellte Altarbild zeigt Jesus am Kreuz, der von den Seinen beweint wird.
Die in Kangasala 1954 hergestellte Kirchenorgel besitzt 46 Register. Eine Renovierung erfolgte 2007.
Im Turm befinden sich zwei Glocken, die 1811 in Stockholm gegossen wurden und jeweils 50 Kilogramm schwer sind. Die Uhr stammt aus dem Jahr 1848 und hat ein Gewicht von 200 Kilogramm.
1956 erstellte der Bildhauer Lauri Leppänen die vor dem Gebäude stehende Heldenstatue.

## Frühere Kirchen
1659 wurde die erste Kirche in Kangasniemi errichtet, der Glockenturm wurde 1680 von Nisius Fränti gebaut. Die zweite Kirche der Gemeinde erbaute 1748 August Sorsa, 17 Jahre später wurde der Glockenturm fertiggestellt. Beide Bauwerke brannten im August 1808 nieder, die Vernichtung wurde Elias Hänninen zugeschrieben. Die Überreste der zweiten Kirche sind heute noch sichtbar.

## Weiterführende Links
- Information der Stadt Kangasniemi zur Kirche (finnisch)
- Video von Esa Orre: Innen- und Detailansicht der Kirche